# Фляк Микола
Микола Фляк (1899—1973) — український архітектор.

## Біографія
Народився на Самбірщині. Служив у лавах УГА. Закінчив відділ архітектури Гданської політехніки. Працював у Польщі, проектуючи будівлі у Торуні, Лясковіцах та інших населених пунктах. У 1942–1944 працював директором ремісничої школи в Коломиї (тепер Коломийський політехнічний коледж). Займався її реорганізацією за західними зразками, організував при ній Технічний ліцей (фактично — будівельний відділ). 1950 року виїхав до Канади, де працював над проектами культових та громадських споруд. Поєднував традиції українського церковного будівництва з візантійськими та романськими елементами. При цьому застосовував сучасні будівельні конструкції та матеріали.
Роботи
- Участь у реставрації будинку Коперника в Торуні.
- Церква Успіння Богородиці в Калгарі.
- Церква св. Юрія у Нью-Вестмінстері.
- Церква в Ту Гіллс, провінція Альберта.
- Церква в Іннісфрі, провінція Альберта.